# Дети Picasso
«Дети Picasso» — российская рок-группа, основанная в Москве Кареном и Гаей Арутюнянами.

## История
Группа была создана в 1999 году для экспериментов в сфере рок- и фолк-музыки братом и сестрой Кареном и Гаей Арутюнянами. Через два года возникло название Дети Picasso. В 2002 году группа выступила на фестивале женского вокала «Сирин» и рок-фестивале «Нашествие», кавер-версия «Песни Красной Шапочки» попала в сборник «Детский сад, штаны на лямках» и в эфир «Нашего радио». 
На церемонии награждения журнала FUZZ «Дети Picasso» были названы «Лучшей новой группой 2002 года».
В течение 2000-х группа записала несколько альбомов в различных стилях на русском и армянском языках. В этот период их композиции входили в топ музыкальных чартов, клипы транслировались на MTV. Группа выступала на одной сцене с Depeche Mode и Massive Attack, участвовала в таких фестивалях как Нашествие, Sziget в Венгрии, Musicas do Mundo в Португалии, Rock for People и Na jednom brehu в Чехии, Fete de la Musique во Франции, Italia love festival в Италии.
В 2007 году группа переехала из Москвы в Будапешт на постоянное место жительство, где выпустила альбомы «Turbo Mairik», «Герда» и «Кай».
В 2011 году Гая и Карен Арутюняны создали сайд-проект — костюмированный психоделический фрик-дэнс-панк-дуэт Wattican Punk Ballet.
В 2017 году Гая Арутюнян вернулась в Москву. Записала альбом «Москва-река» с современным прочтением русских романсов, сняла клип.

## Состав группы
- Гаянэ Арутюнян — вокал, голос, все клавишные, терменвокс
- Карен Арутюнян — соло-гитара, слайд, бас-гитара, мандолина, голос, музыка, автор
- Анастасия Разваляева — арфа
- Денис Петухов — бас-гитара
- Богдан Бобров — ударные (с 1999 года) (основатель одноименной проекта, где гитарист и вокалист)
- Вадим Кузнецов — Скрипка, табла

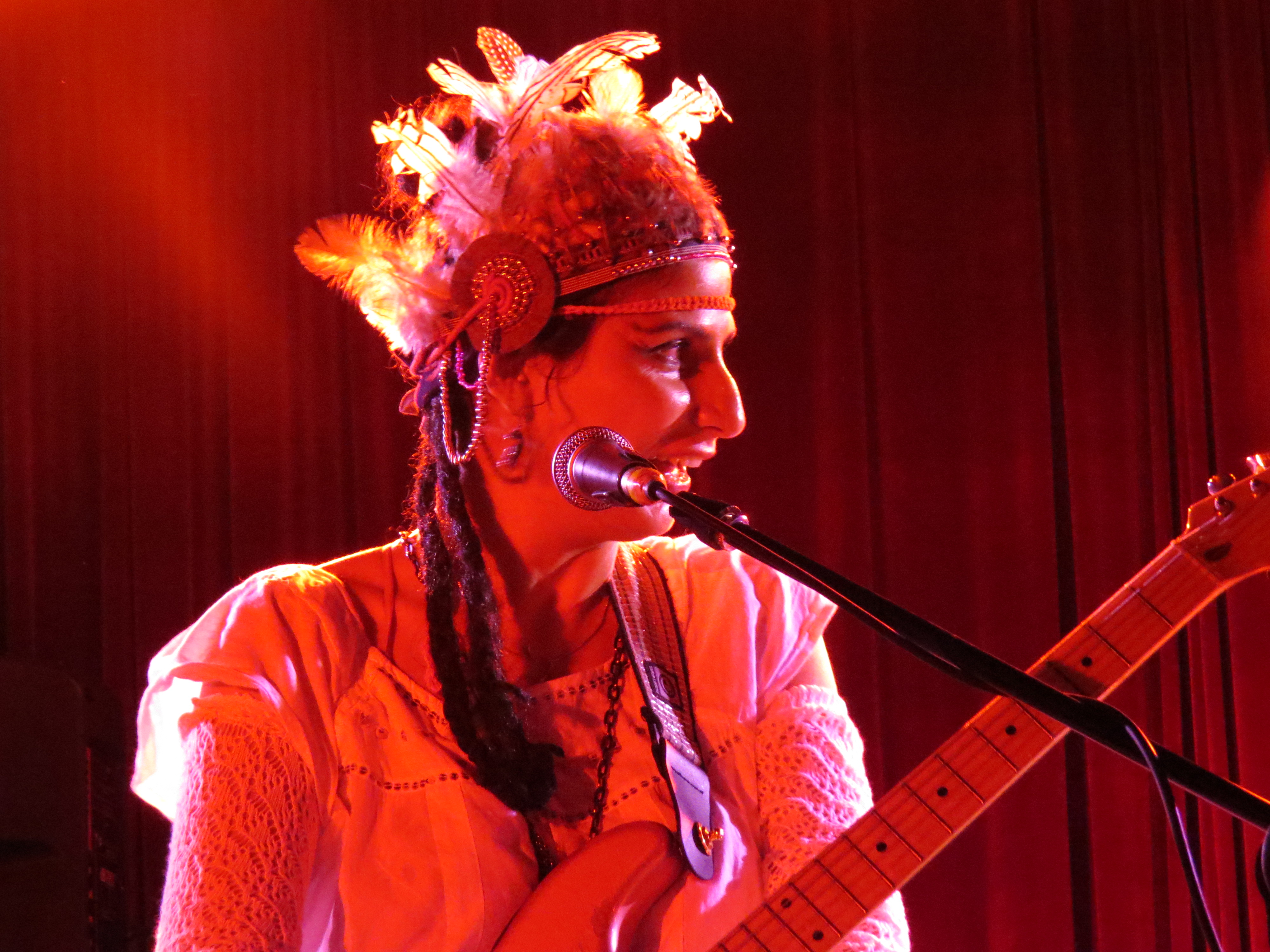
Гаянэ Арутюнян
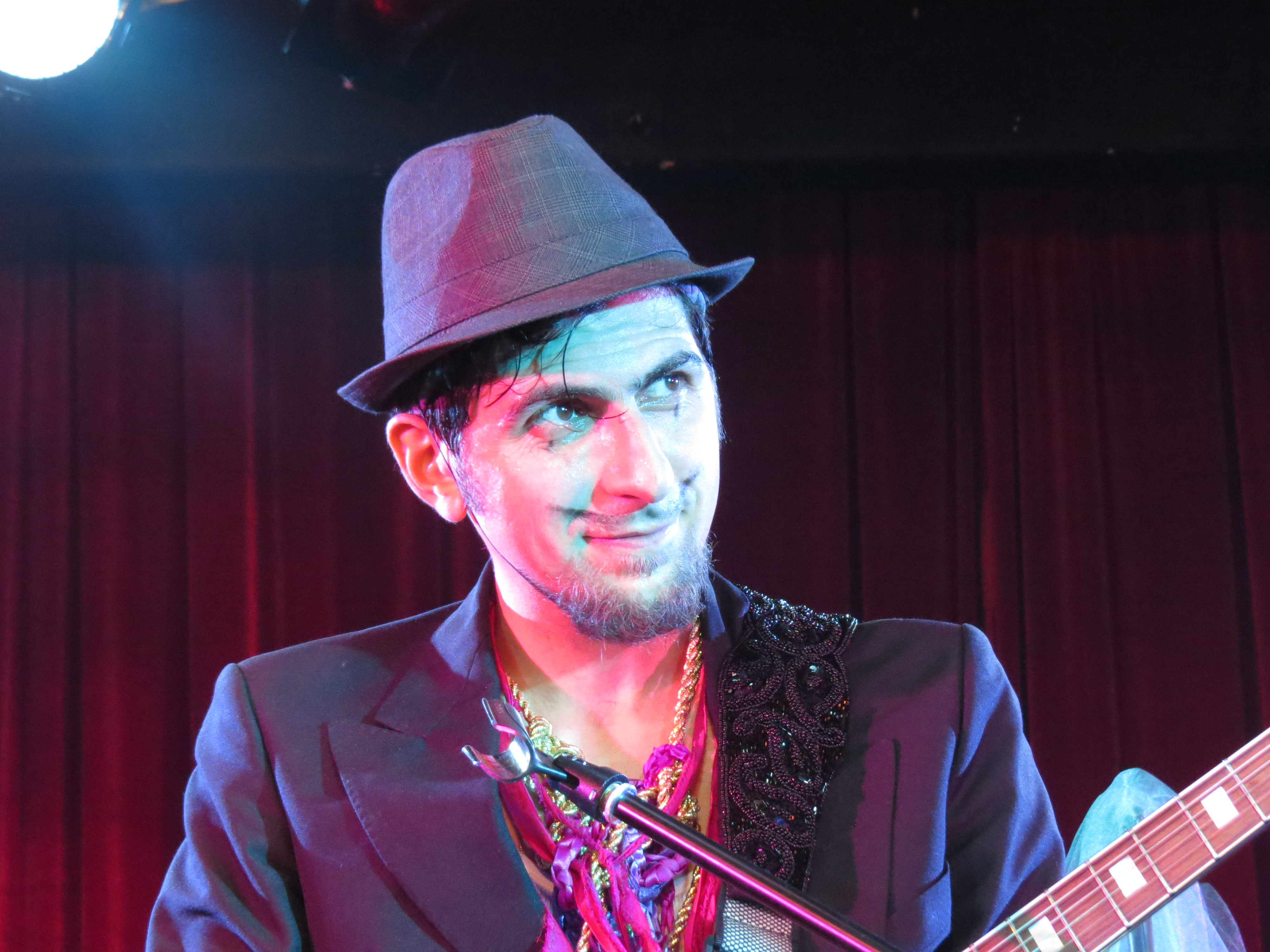
Карен Арутюнян
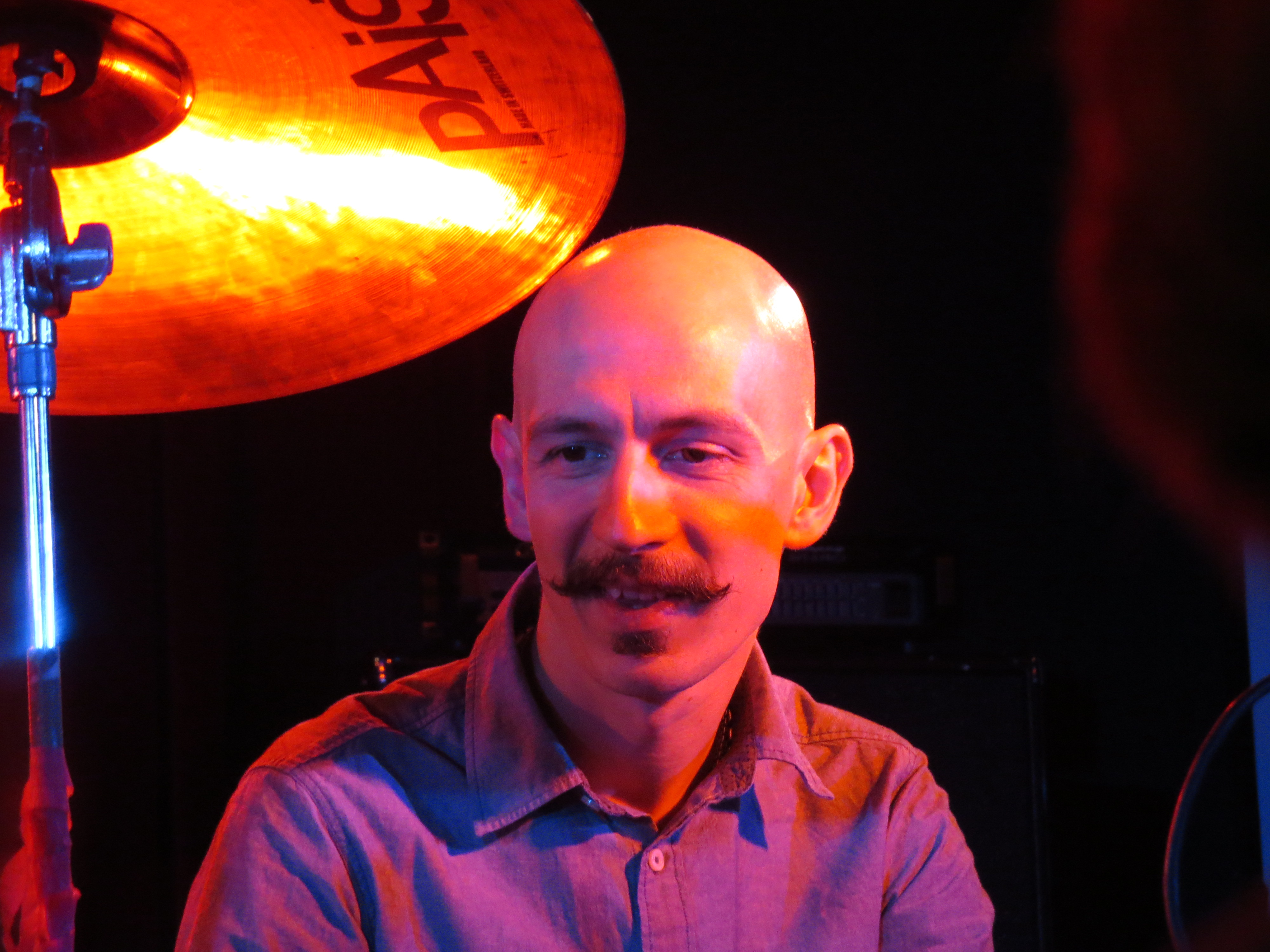
Богдан Бобров

### Бывшие участники
- Вадим Кузнецов — виолончель (до 2008 года)
- Алексей Филиппик — бас (2002—2008)
- Александр Колаковский — бас (2000—2002)
- Эллина Хачатурян — альт (до 2011)
- Арпад Вайдович — бас (до 2011)
- Аарон Портелеки — ударные
- Дмитрий Добрый — кларнет
- Тимур Шарипов — тромбон

## Дискография

### Студийные альбомы
- Шагающий Драглайн (1998 год) — группа в это время называлась Чадости.
- Иное вещество (EP, 1999)
- Месяц улыбок (2002)[8]
- Этнические эксперименты (2004)[8]
- Глубина (2006)[8]
- Turbo Mairik (2008)[8]
- Герда (2010)[8]
- Кай (2010)[8]
- Motherland (2015)[8]

### Синглы
- Такая вот живопись (2005) (совместно с ...И друг мой грузовик)

### DVD
- Дети как дети (live DVD) (2006)

### Видеоклипы
- Африка
- Душечка
- Как Будда
- Лето на Марсе
- Лошади
- Молоко
- Море лилий
- Санки
- Сона яр
- Тирани тцар
- Яман
- Заговор

### Другие проекты
- Noiz Orchestra — Проявка[9] (2006)